# Margaret Ann Griffiths

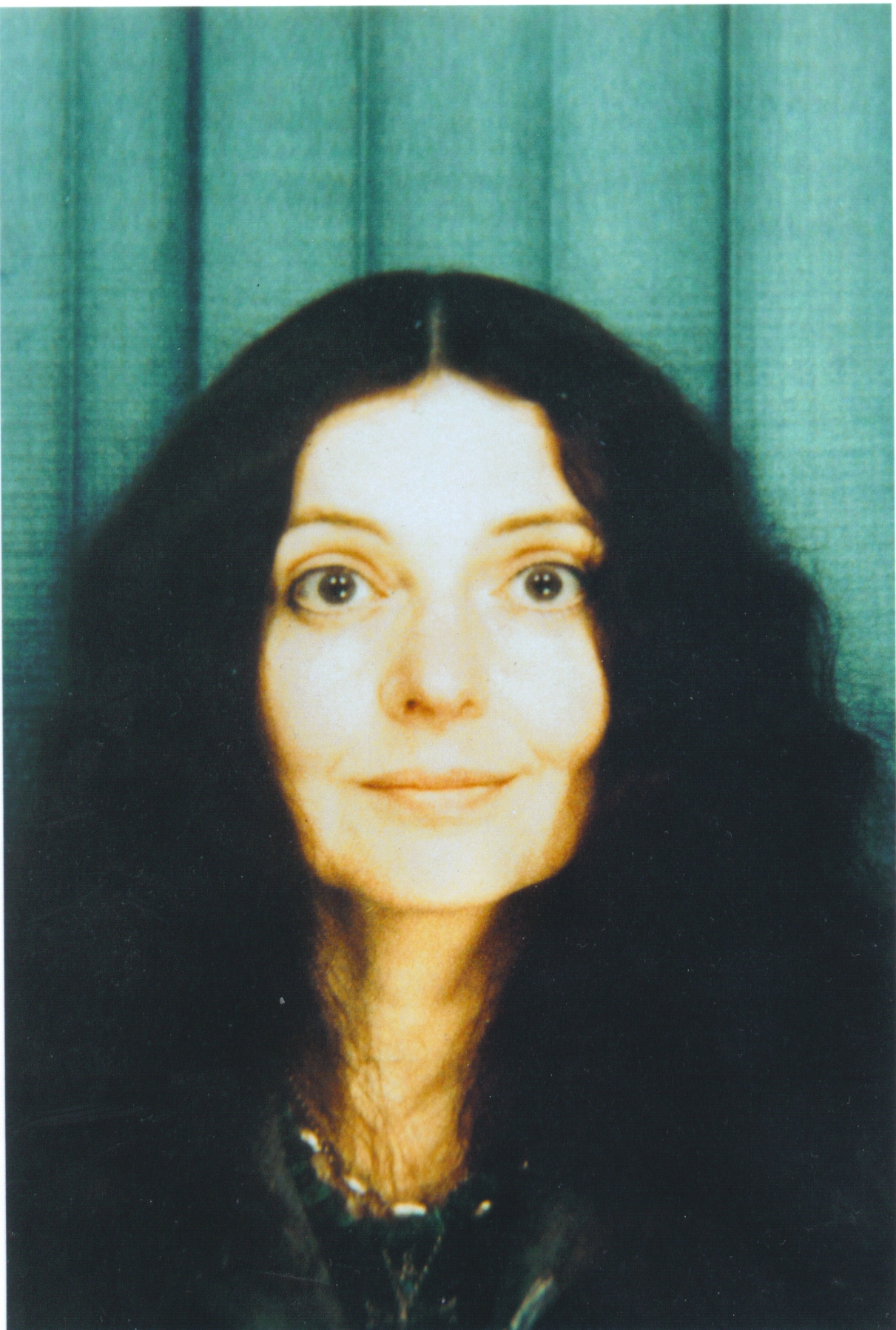
Margaret Ann Griffiths

Margaret Ann Griffiths, oft auch M. A. Griffith (* 23. Mai 1947 in London; † 13. Juli 2009 in Poole) war eine britische Dichterin. Sie publizierte unter den Pseudonymen MAZ und Grasshopper. 

## Leben
Margaret Ann Griffiths wurde in London geboren und verbrachte dort ihre Kindheit und Jugend. Sie studierte Archäologie an der Cardiff University, lebte einige Zeit in Bracknell und zog später nach Poole, wo sie ihre kranken Eltern bis zu deren Tod im Jahre 1993 betreute. Griffiths, auch bekannt durch die Internet Pseudonyme "Grasshopper" und "Maz", begann 2001 ihre Gedichte online zu stellen, statt Veröffentlichung über traditionelle Kanäle zu suchen, war sie zufrieden, ihre Arbeit mit Dichterkollegen auf verschiedenen Internet-Foren, einschließlich Sonnet-Central, wo sie Moderatorin war, zu teilen. Bei den seltenen Gelegenheiten, wo sie Arbeiten zur Publikation einreichte, waren es in der Regel Websites wie Snakeskin, Miller' Pond und der Shit Creek Review. Während der Mitte der 2000er Jahre arbeitete sie von zu Hause, betrieb ein kleines Internet-basiertes Unternehmen, und arbeitete am Poetry Worm, einer monatlichen Zeitschrift, per E-Mail verteilt. Griffiths litt seit Jahren an einer Magen-Erkrankung, der sie schließlich erlag. Sie starb im Juli 2009.

## Poesie
Griffiths befasste sich mit einer breiten Palette von Themen, in freien Versen und traditionellen Formen. Obwohl sie in Poesie-Foren bei Formalisten beliebt war, vermied sie solche Kategorien und schrieb: "die Trennung zwischen freier und formalen Vers, als ob eine besser ist als die andere, verwirrt mich." Zeitgenössische Strömungen und Schulen weitgehend ignorierend, praktizierte sie eher eine phantasievolle Verwendung der Sprache, als radikal zu experimentieren. Oft schrieb sie narrative Gedichte und dramatischen Monologe und lieh ihre Stimme historischen Persönlichkeiten und literarischen Figuren.[6] Obwohl wenigen akademischen Kritikern bekannt, hat M. A. Griffiths über die Jahre eine bedeutende internationale Leserschaft (Viele ihrer Leser sind selbst Dichter) erworben. Im Jahr 2008 gewann ihr "Opening a Jar of Dead Sea Mud" den jährlichen Eratosphere-Sonettpreis und wurde von Richard Wilbur gelobt. Im selben Jahr war sie  Gast-Dichter auf der Academy of American Poets-Website, wo sie gefeiert wurde als "eine der aufstrebenden Dichterinnen unserer Zeit". Nach ihrem Tod schrieb der amerikanische Dichter Timothy Murphy, "es ist eine Schande, dass Margaret Griffiths nie die TLS, PN Review und Faber eroberte. Sie wäre besser gewesen. Aber das wäre nicht ihr Stil gewesen. Stattdessen besuchte sie einige ' Zines und hat unsere Herzen unter Pseudonym gewonnen. Sie war eine meisterhafte Dichterin, und wird tief vermisst.

## Posthume Veröffentlichung
Fast unmittelbar nachdem ihr Tod auf Eratosphere angezeigt wurde, begannen Dichter aus der ganzen englischsprachigen Welt ihre Arbeit für die posthume Veröffentlichung zu sammeln. Roger Collett of Arrowhead Press (ein Non-Profit-Verlag in County Durham, England), hatte noch zu Lebzeiten ein Manuskript von Griffiths angefordert, um eine Auswahl zu veröffentlichen. David Anthony von Stoke Poges, Buckingham, England, übernahm die Führung bei der Sicherung von Rechten. Dichter und Herausgeber bildeten eine Task-Force das Buch zu produzieren und zu fördern, mit Mitgliedern aus London, Derbyshire, Schottland, Wales, Queensland, New South Wales, Massachusetts, New York, Minnesota, Missouri, Maryland, Kalifornien und Texas.

## Werke
- Grasshopper: The Poetry of M. A. Griffiths  (Arrowhead Press, 2011) ISBN 978-1-904852-28-5